# 이나에이역
이나에이역(일본어: 稲永駅, いなえいえき)은 일본 아이치현 나고야시 미나토구에 위치한 나고야 임해 고속 철도 니시나고야코 선의 역이다. 역 번호는 AN09이다.

## 역 구조
상대식 승강장 2면 2선의 고가역이다. 상하행선 승강장에 안전 대책으로서 스크린도어가 설치되어 있다. 배리어 프리 대응으로 엘리베이터를 1기씩 배치하였다.
플랫폼은 완전한 상대식이 아닌 2번 선 승강장 쪽이 북쪽으로 어긋나게 배치되어 있다. 아오나미 선 운행상의 거점역이며, 아침 저녁은 인근 시오나기 차고에서 출고한 열차가 당역 시발로 운행되거나, 승무원 교체가 이루어진다. 다른 중간역의 표준 정차 시간은 30초이지만 당역만 45초이다.
일부 시간에만 역무원이 있는 순회역에서, 나카지마역이 본 역을 관리하고 있다.

### 승강장
| 1 | ■ 아오나미 선 (하행) | 긴조후토 방면       |
| 2 | ■ 아오나미 선 (상행) | 아라코・나고야 방면 |

## 역 주변
본 역은 카인즈 몰 나고야 미나토를 중심 상점으로 나고야 항 쇼핑몰의 서쪽에 위치한다. 역의 북쪽에는 나고야 임해 고속 철도의 본사 사무실이 있다. 역 주변의 동북쪽 방향과 남쪽은 주택가가 있고, 서북쪽은 소규모 공장이 펼쳐진다.
- 나고야 항 쇼핑몰
  - 카인즈 몰 나고야 미나토
    - 베이시아 나고야 미나토점
    - 카인즈 홈 나고야 미나토점
    - 맥도날드 나고야 미나토 카인즈 홈점

  - GOLF5미나토 이나에이 역점
  - 가스트 나고야 항 쇼핑몰점
  - 쿠라 초밥 나고야 미나토점
- 나고야 시 미나토 환경 사무소
- 나고야 임해 고속 철도 본사 사무소
- 주이치야 강 녹지
- 오토바이 세븐 나고야점
- 나고야 시립 이나에이 초등학교
- 나고야 시립 미나토니시 초등학교
- 나고야 시립 고난 중학교
- 긴조후토 선(나고야 시 긴조후토 선)
- 훼미리마트 이나에이 역점

## 역사
- 2004년 10월 6일: 영업 개시.

## 사진

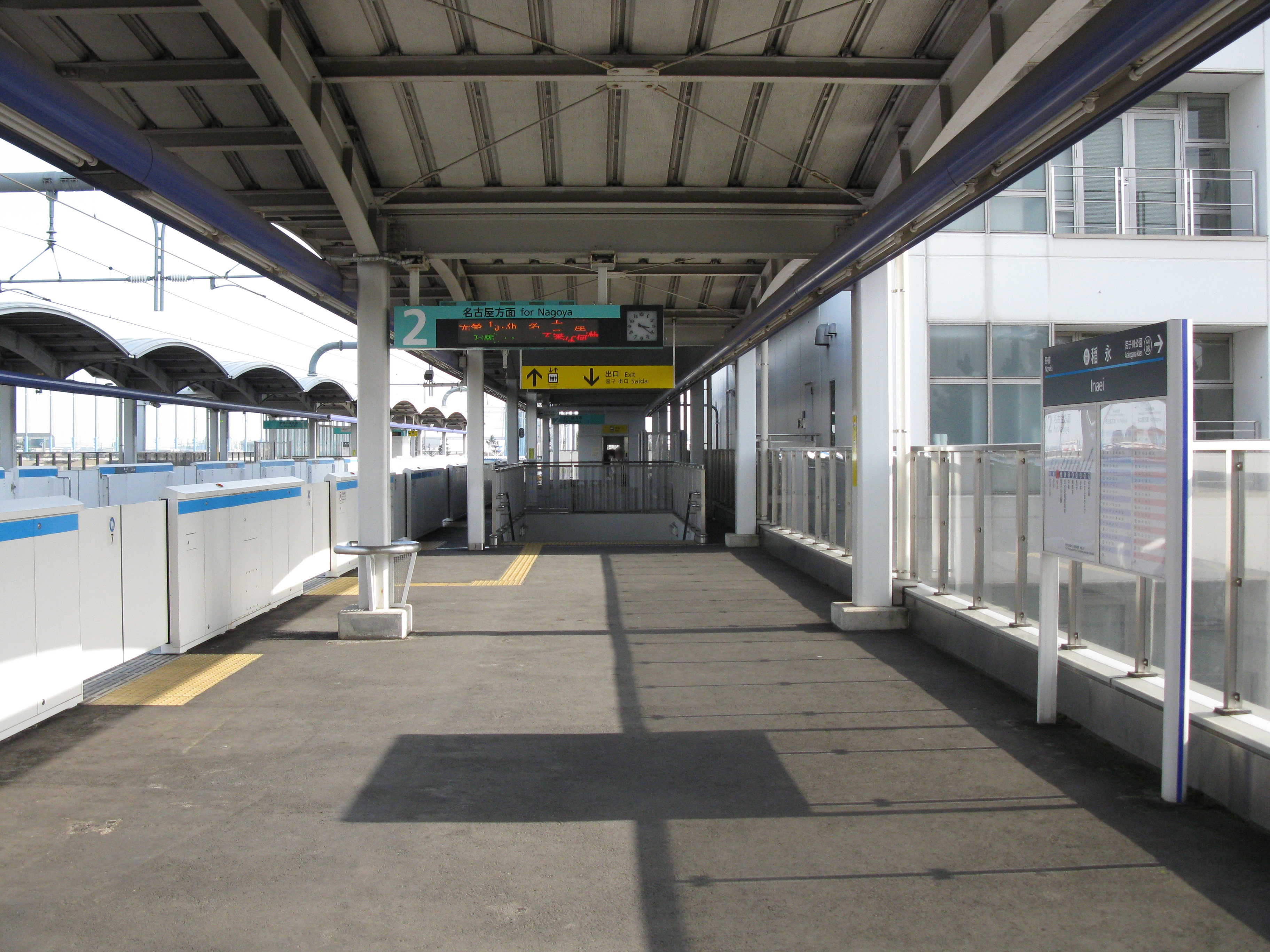
2번 승강장

## 인접역
| 나고야 임해 고속 철도 ■ 니시나고야코 선 (아오나미 선) | 나고야 임해 고속 철도 ■ 니시나고야코 선 (아오나미 선) | 나고야 임해 고속 철도 ■ 니시나고야코 선 (아오나미 선) |
| ----------------------------------------------------- | ----------------------------------------------------- | ----------------------------------------------------- |
| AN08 아라코가와코엔 나고야 방면                       |                                                       | 노세키 AN10 긴조후토 방면                             |